# Ван Асбек, Эваут
Виллем Эваут Петер ван Асбек (нидерл. Willem Ewout van Asbeck, 5 августа 1956, Гаага, Нидерланды) — нидерландский хоккеист (хоккей на траве), полевой игрок. Участник летних Олимпийских игр 1984 года.

## Биография
Эваут ван Асбек родился 5 августа 1956 года в нидерландском городе Гаага.
Играл в хоккей на траве за «Клейн Звитсерланд» из Гааги.
В 1984 году вошёл в состав сборной Нидерландов по хоккею на траве на летних Олимпийских играх в Лос-Анджелесе, занявшей 6-е место. Играл в поле, провёл 4 матча, забил 1 мяч в ворота сборной Великобритании.
После Олимпиады завершил игровую карьеру.
В 1978—1984 годах провёл за сборную Нидерландов 106 матчей, забил 11 мячей.

## Семья
Отец — барон Хенрик Ян ван Асбек (1924—2011), личный секретарь принцессы Нидерландов Беатрикс и принца Клауса ван Амсберга. Мать — Соня Франсиска Дриссен (1924—2018). Поженились в 1954 году.
Старший брат Петер ван Асбек (род. 1954) также выступал за сборную Нидерландов по хоккею на траве, в 1984 году участвовал в летних Олимпийских играх в Лос-Анджелесе. В семье был ещё один ребёнок.